# Piz d’Esan
Koordinaten: 46° 37′ 27″ N, 10° 3′ 38″ O; CH1903: 800772 / 167027

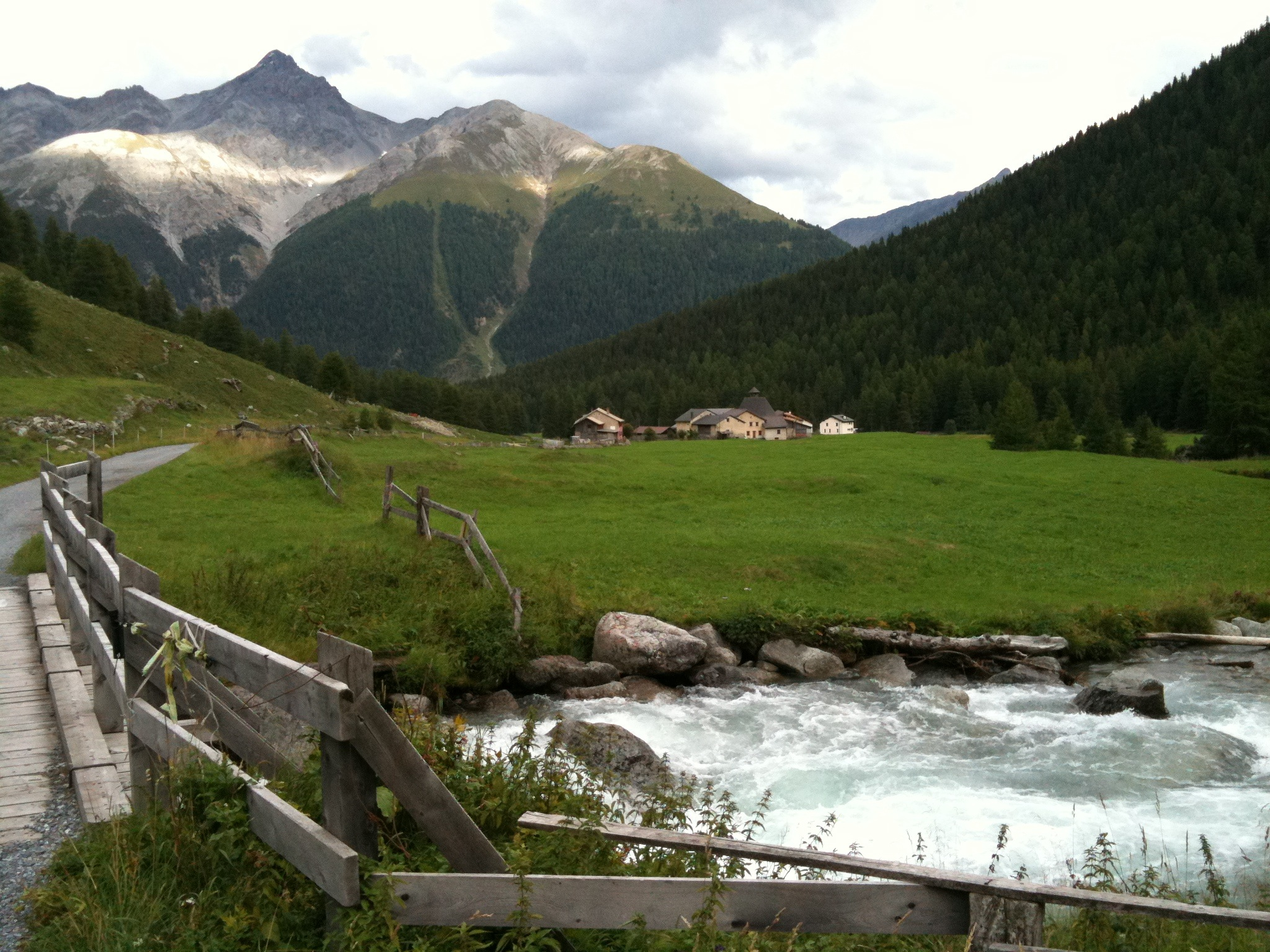
Piz d’Esan

Der Piz d’Esan ist ein Berg im Engadin im Schweizer Kanton Graubünden.
Er ist 3126 m ü. M. hoch und liegt im Schweizerischen Nationalpark in den Livigno-Alpen auf der Grenze zwischen den Gemeinden S-chanf (im Westen und Süden) und Zernez (Nordosten).